# Romy Bär
Pour les articles homonymes, voir Bär.
Romy Bär, née le 17 mai 1987 à Karl-Marx-Stadt (actuel Chemnitz) (Allemagne, ex-République démocratique allemande) est une joueuse allemande de basket-ball.

## Biographie
Ailière forte de 1,89m, elle est formée aux ChemCats Chemnitz avec lesquels elle joue en D2 puis en première division allemande. En 2007/2008, elle rejoint les TV 1872 Saarlouis et remporte la coupe et devient vice-championne. En 2008/2009, elle prend le titre de capitaine et remporte la coupe et le championnat. En 2009-2010, son équipe réalise un nouveau doublé coupe/championnat.
Pour la saison suivante, elle rejoint la Ligue féminine de basket à Challes-les-Eaux, et y resigne pour une seconde saison[réf. nécessaire]. Après l'arrêt du haut niveau par Challes, elle fait partie de la seconde vague de joueuses à intégrer Lyon, en août 2012. Elle remporte le Challenge Round 2014 (11,7 points, 4,7 rebonds, 2,5 passes décisives, 2,2 interceptions de moyenne sur la saison). Malgré une victoire au Challenge round et une qualification sportive pour l'Eurocoupe 2014-2015, Lyon est rétrogradé en Ligue 2 pour raisons financières, ce qui entraîne le départ d'Emilija Podrug et le sien.
En juillet 2014, elle signe avec sa compatriote Katharina Fikiel pour le club slovaque de Good Angels Košice qui dispute l'Euroligue. Après une saison avec 9,3 points et 5,1 rebonds en championnat et 5,4 points et 3,8 rebonds en Euroligue, elle signe durant l'été 2015 son retour pour la France au club de Nice, où elle retrouve Rachid Meziane qu'elle avait côtoyé à Challes.

## Équipe nationale
Elle intègre l'équipe nationale allemande en 2008 et permet à l'été 2011 à son équipe de se qualifier pour le championnat d'Europe.
Lors des qualifications pour le championnat d'Europe 2015, ses statistiques sont de 15,7 points, 6,2 rebonds et 5,0 passes décisives.

## Palmarès
- Challenge Round LFB 2016[9].

## Clubs
- - 2007 :  ChemCats Chemnitz
- 2007-2010 :  TV 1872 Saarlouis
- 2010-2012 :  Challes-les-Eaux Basket
- 2012-2014 :  Lyon
- 2014-2015 :  Good Angels Košice
- 2015-2017 :  Nice
- 2017-2018 :  Basket Lattes Montpellier Méditerranée Métropole Association
- 2018-2019 :  Entente sportive Basket de Villeneuve-d'Ascq - Lille Métropole